# Stemma degli Emirati Arabi Uniti
L'emblema della Emirati Arabi Uniti è stato adottato ufficialmente nel 1973. Esso rappresenta un falco di Quraysh d'oro che tiene tra gli artigli una pergamena rossa su cui c'è scritto il nome della federazione. In petto, l'aquila ha disegnata la bandiera degli Emirati Arabi Uniti, contornata da sette stelle che rappresentano i sette Emirati della federazione.
Il 22 marzo 2008, l'emblema è stato modificato. Il cambiamento principale fu quello di sostituire la barca a vela araba circondata da una catena con la bandiera degli Emirati Arabi Uniti e con le sette stelle.

## Stemmi precedenti

Precedente emblema nazionale (1973 - 2008).